# ÖBB 1067
Die Reihe 1067 der Österreichischen Bundesbahnen (ÖBB) waren dreiachsige elektrische Verschublokomotiven die von 1961 bis 1994 im Einsatz waren. Die Maschinen wurden von den Jenbacher Werken gebaut.

## Geschichte

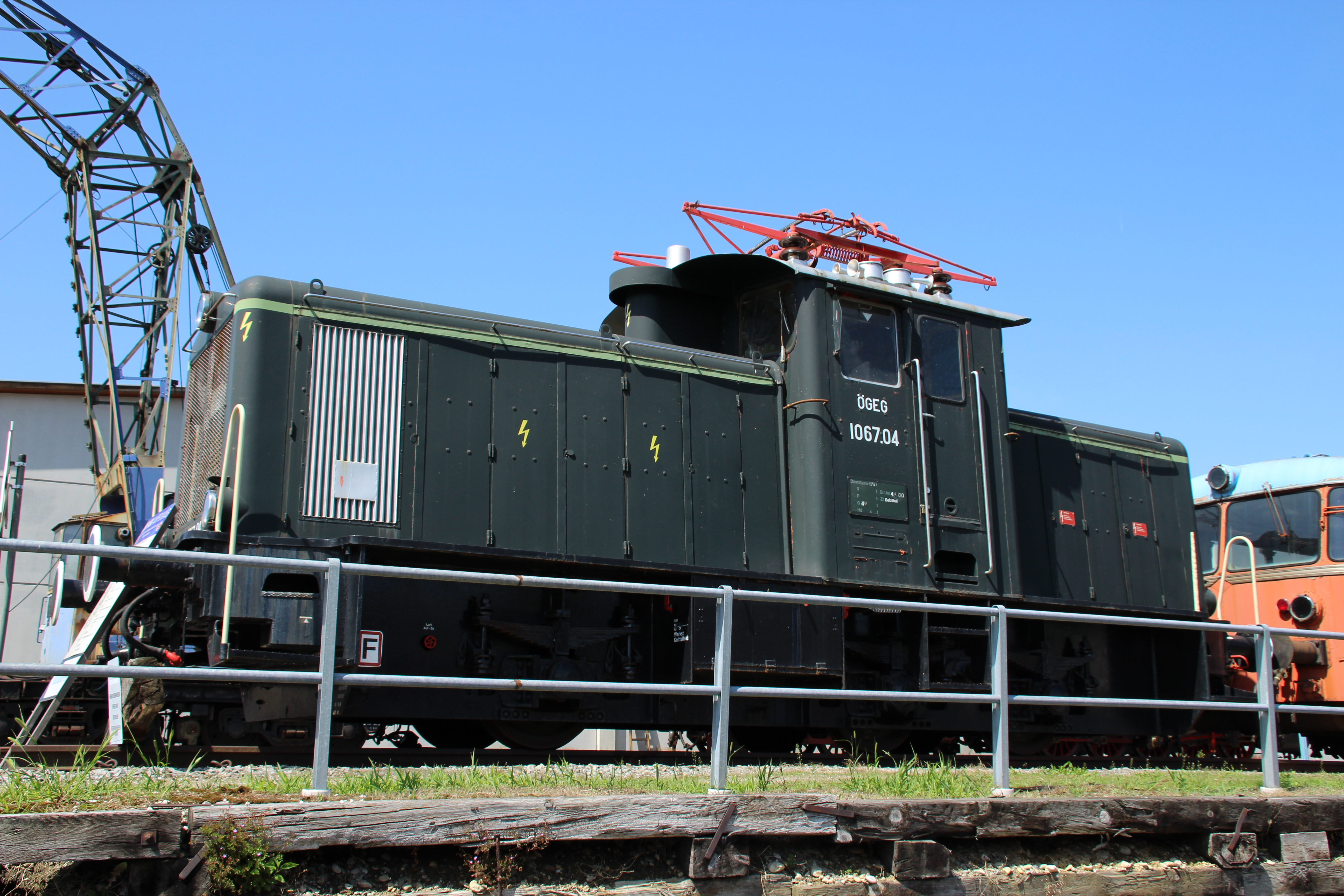
1067.04 im Eisenbahnmuseum Ampflwang

Anfang der 1960er-Jahre beschafften die ÖBB neue elektrische Verschublokomotiven. Die Jenbacher Werke (mechanischer Teil) und ELIN (elektrischer Teil) erhielten den Auftrag, fünf Versuchslokomotiven zu bauen. Als technische Besonderheit erhielten die Lokomotiven einen elektrohydraulischen Antrieb: Ähnlich einer Diesellokomotive gibt der Motor seine Leistung über ein hydrodynamisches Getriebe an die Achsen weiter.
Zwischen 1961 und 1965 wurden diese Lokomotiven an die ÖBB geliefert und als 1067.01 – 05 in den Bestand eingereiht. Anders als erhofft bewährten sie sich im Planbetrieb nicht. Das exotische Antriebskonzept der Maschinen erwies sich als sehr schadensanfällig und genügte den Anforderungen nicht. An eine Bestellung von weiteren Lokomotiven der Reihe 1067 war aufgrund der schlechten Erfahrungen nicht zu denken. Da sich die Probleme mit den Lokomotiven auch nicht dauerhaft beheben ließen, wurden 1067.01 und 05 1985 ausgemustert. Ein Jahr später wurde auch 1067.02 ausgemustert. Im Jahr 1994 erfolgte die Ausmusterung der letzten beiden 1067er – die letzte Vertreterin war 1067.03, die am 1. Oktober 1994 ausgemustert wurde.

## Verbleib

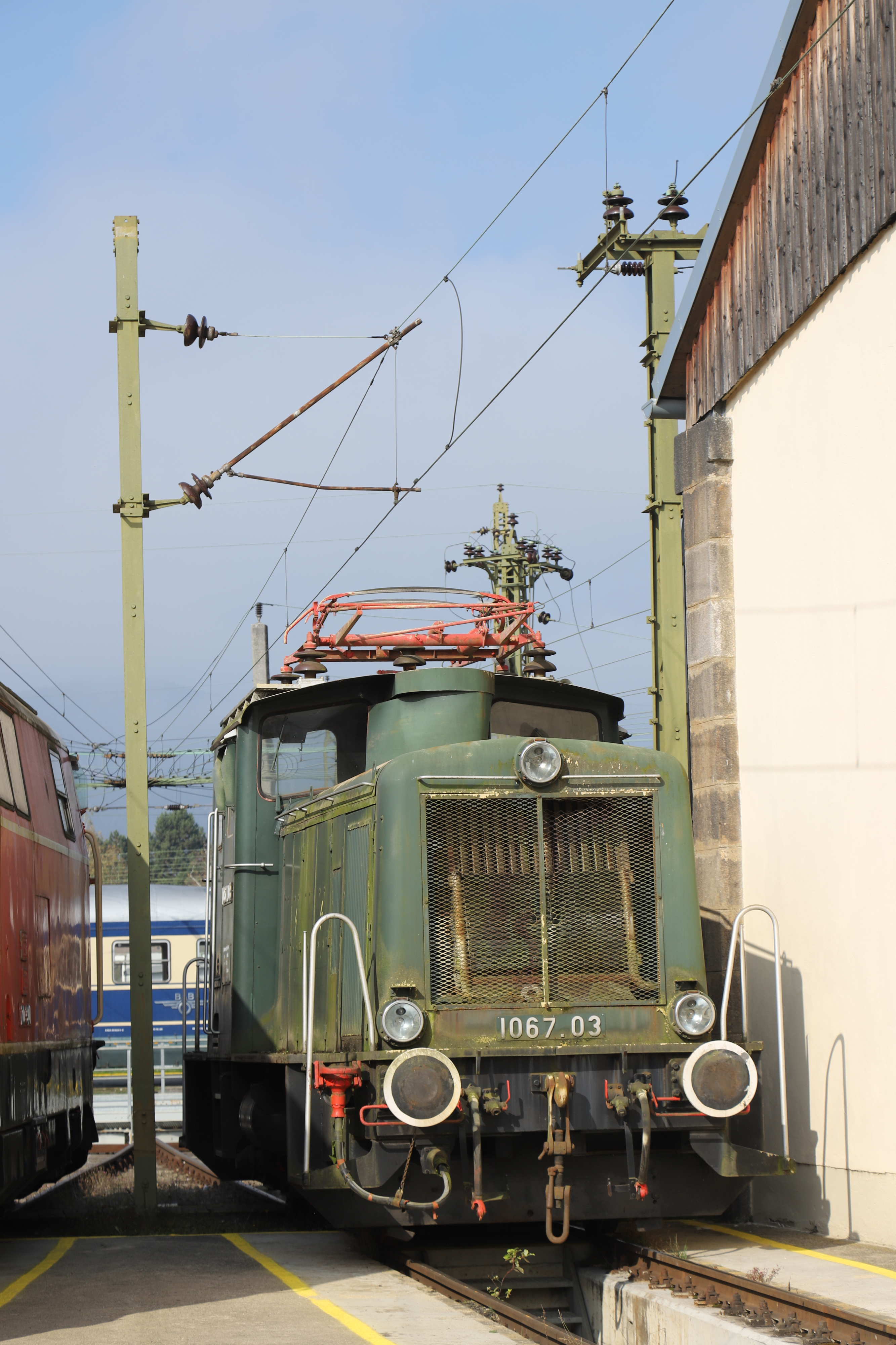
1067.03 im Eisenbahnmuseum Knittelfeld

Von den fünf gebauten Exemplaren sind zwei bis heute erhalten geblieben:
| Nummer  | Baujahr | Farbgebung | Eigentümer                  | Standort                    |
| ------- | ------- | ---------- | --------------------------- | --------------------------- |
| 1067.03 | 1963    | grün       | Eisenbahnmuseum Knittelfeld | Eisenbahnmuseum Knittelfeld |
| 1067.04 | 1963    | grün       | ÖGEG                        | Eisenbahnmuseum Ampflwang   |